# Iuliana Măceșeanuová
Iuliana Măceșeanuová (* 7. července 1981 Craiova, Rumunsko) je bývalá rumunská sportovní šermířka, která se specializovala na šerm kordem. Rumunsko reprezentovala v prvním desetiletí jednadvacátého století. V roce 2005 obsadila třetí místo na mistrovství Evropy v soutěži jednotlivkyň. S rumunským družstvem kordistek vybojovala v roce 2006, 2008 a 2009 titul mistryň Evropy.